# Coprosma novaehebridae
Coprosma novaehebridae là một loài thực vật có hoa trong họ Thiến thảo. Loài này được W.R.B.Oliv. mô tả khoa học đầu tiên năm 1935.